# Birnhorn
Das Birnhorn ist mit einer Höhe von 2634 m ü. A. der höchste Berg der Leoganger Steinberge im Salzburger Pinzgau sowie die höchste Erhebung der Saalforste, gelegen im Revier Falleck an der Grenze der Forstdistrikte Grub (Osten) und Nebelsberg (Westen). Es zählt zu den 30 prominentesten Bergen der Alpen. Seine rund 1400 m hohe, großteils aus Dolomit bestehende Südwand oberhalb von Leogang ist eine der höchsten Felswände der Ostalpen und wird oft mit der Watzmann-Ostwand verglichen. Sie wurde erstmals am 1. Oktober 1900 durch Josef Oberlader und Karl Mayrhofer durchstiegen. Sein pyramidenförmiger Gipfelaufbau aus dick gebanktem Dachsteinkalk verleiht dem Birnhorn ein charakteristisches Aussehen.

## Lage und Aufbau

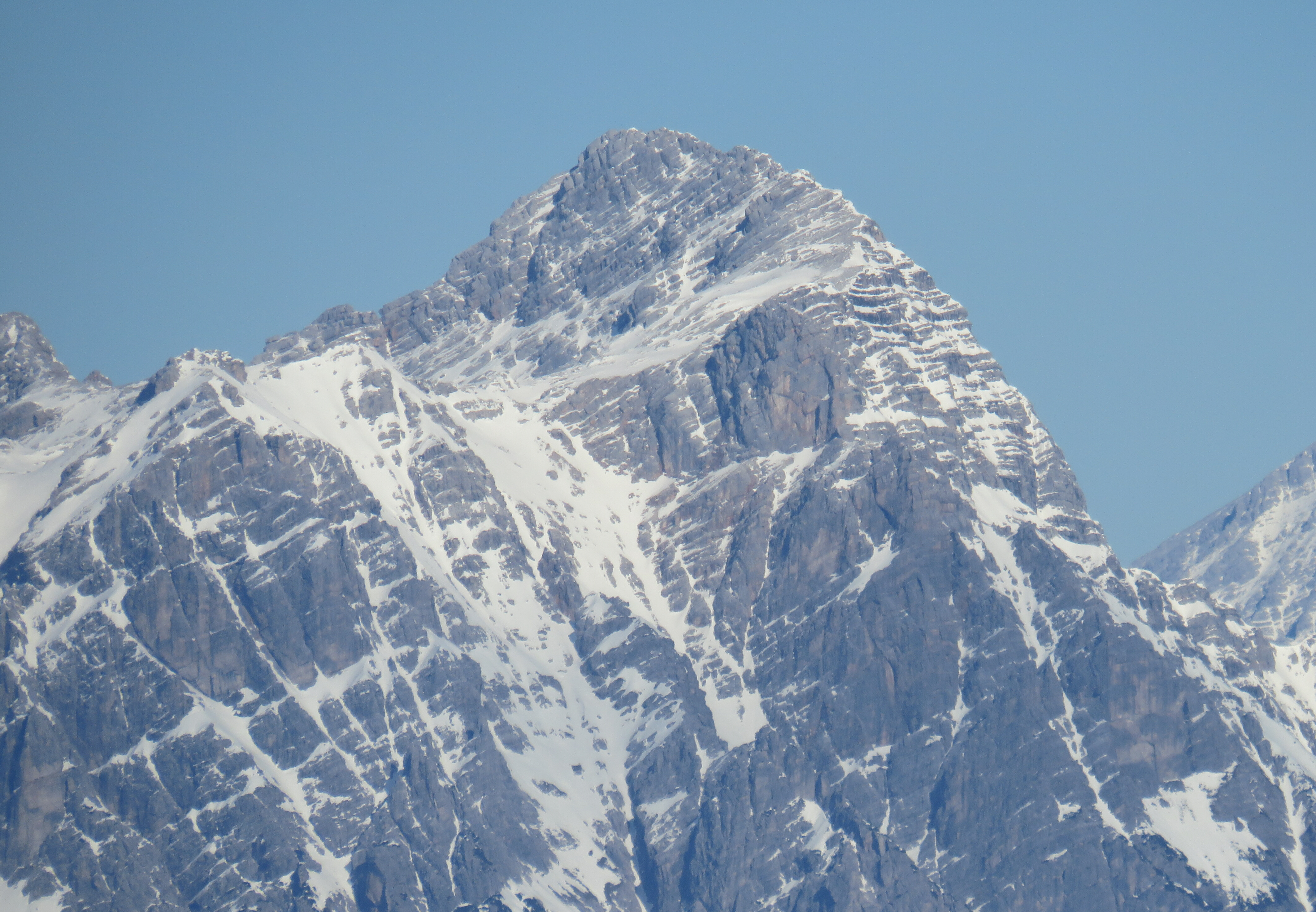
Gipfelaufbau Birnhorn von Südwesten, links das Kuchelhorn, dazwischen das Kuchelnieder

Der Birnhorn-Gipfel erhebt sich im zentralen Bereich des Hauptkamms der Leoganger Steinberge im Gemeindegebiet von Weißbach bei Lofer und Leogang. Die Südwand fällt zum Leoganger Tal ab, an ihrem Fuße befindet sich die Karstquelle Birnbachloch (rund 1270 m) und die Reste des Birnbachgletschers, Mitteleuropas tiefstgelegenstem Gletscher. Die Basis des Birnhorns besteht aus Werfen-Formation, Alpinem Buntsandstein und Gröden-Formation. Ein schmaler Streifen aus Gutenstein-Formation bildet den Übergang zum massigen Ramsaudolomit, der die untere Hälfte der Birnhorn-Südwand aufbaut. Im oberen Teil geht dieser in Hauptdolomit und schließlich in dickbankigem Dachsteinkalk über. Nach Norden entsendet das Birnhorn einen markanten Kamm, der über die Einschartung Kuchelnieder (2437 m) über das Kuchelhorn (2507 m) bis zum Dürrkarhorn (2286 m) zieht und die großen, verkarsteten Hochflächen Ebersbergkar im Westen und Hochgrub im Osten trennt. Im Ostgrat des Birnhorns befindet sich mit dem Melkerloch ein großes, markantes Felsentor. Der Grat geht über in den Gipfel des Hochzint (2246 m) und senkt sich schließlich zur Mittagsscharte (rund 2020 m) mit der Passauer Hütte.

## Touristische Erschließung
1825 errichteten Vermessungsgehilfen ein trigonometrisches Signal auf dem zuvor nur von Einheimischen besuchten Gipfel des Birnhorns. Als erster Tourist erstieg Peter Karl Thurwieser am 2. September 1831 mit dem Führer Bartholomäus Stachelsberger den Berg. Der Aufstieg führte sie zunächst von der Niedergrubalm zum Kuchelhorn, welches sie vergeblich versuchten über den Ostgrat sowie über den Nordgrat zu ersteigen. Nach Umgehung des Kuchelhorns erreichten die beiden die Kuchelnieder, von der sie nun direkt auf den Gipfel des Birnhorns gelangten. Bei seiner zweiten Ersteigung des Birnhorn-Gipfels wurde Peter Karl Thurwieser 1834 von Friedrich zu Schwarzenberg begleitet. Besondere Verdienste in der touristischen Erschließung erwarb sich der Leiter des örtlichen Nickelbergbaus und Maler Michael Hofer (1834–1916). Er erreichte als erster Tourist von der Mittagsscharte über das Melkerloch und das Bandsystem der oberen Südwand den Birnhorn-Gipfel. Hofer veröffentlichte 1877 einen Bericht über diesen, von ihm regelmäßig begangenen Anstieg in der Zeitschrift des Deutschen und Oesterreichischen Alpenvereins und ließ teilweise einen Steig auf eigene Kosten herstellen. 1880 stellte die Section Pinzgau den markierten Steig und heutigen meistbegangenen Anstieg auf das Birnhorn fertig.
Am 1. Oktober 1900 gelang dem Leoganger Josef Oberlader, vulgo Priesteregger, und dem langjährigen Hüttenwart der Passauer Hütte Karl Mayrhofer in 9 Stunden Kletterei die erste Durchsteigung der Birnhorn-Südwand. Ihre Route verlief dabei im Bereich des Hochbrettgrabens und wird heute mit III+ bewertet. Bereits 1901 durch Oberlader und Erich König sowie 1907 durch Albin Rössel wurden neue, schwierigere Anstiege durch die Südwand eröffnet. Durch die Südwand führen mittlerweile eine Reihe anspruchsvoller Kletterrouten. Vollständig mit Bohrhaken abgesichert ist der 2012 erstbegangene „Pinzgawurm“ (VI+, A0), mit 45 Seillängen eine der längsten Kletterroute in den Nordalpen.

## Anstiege
Als Ausgangspunkt für eine Besteigung des Birnhorns bietet sich die Passauer Hütte am Rande der Hochgrub an. Von hier aus verläuft der Hofersteig durch das Melkerloch und über Bänder durch den obersten Teil der Südwand sowie der andere Normalweg über die Kuchelnieder in je zwei Stunden zum Gipfel. Beide Wege verlangen absolute Trittsicherheit und Schwindelfreiheit. Sie sind markiert und teilweise mit Tritthilfen versehen. Am Bereich der Kuchelnieder sind dazu auch ein paar Seile gespannt. Unterhalb der Kuchelnieder ist inzwischen ein Klettersteig (Schwierigkeit B) angelegt, der über eine leicht nach Norden verlegte Führe nun beste Sicherungen bietet. Die Wege selbst verlangen nach wie vor leichte Kletterei (I).
Der Aufstieg durch das Ebersberger Kar zur Kuchelnieder ist in schneereichen Wintern eine beliebte Skitour.

## Verschiedenes
Eine Straße in Berlin-Mariendorf trägt den Namen Birnhornweg.